# Вантовый мост

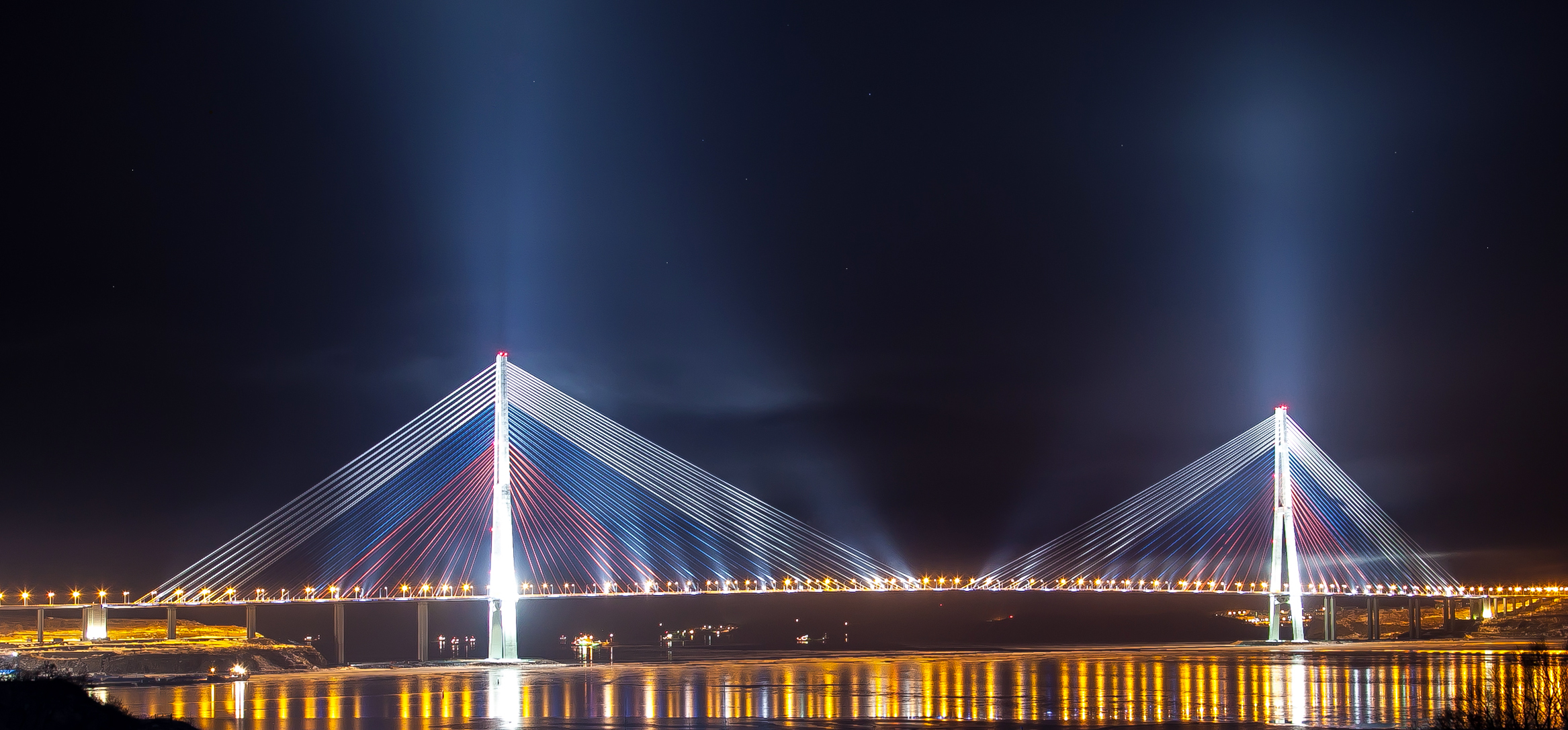
Русский мост (Владивосток) — вантовый мост с самым длинным основным пролётом в мире

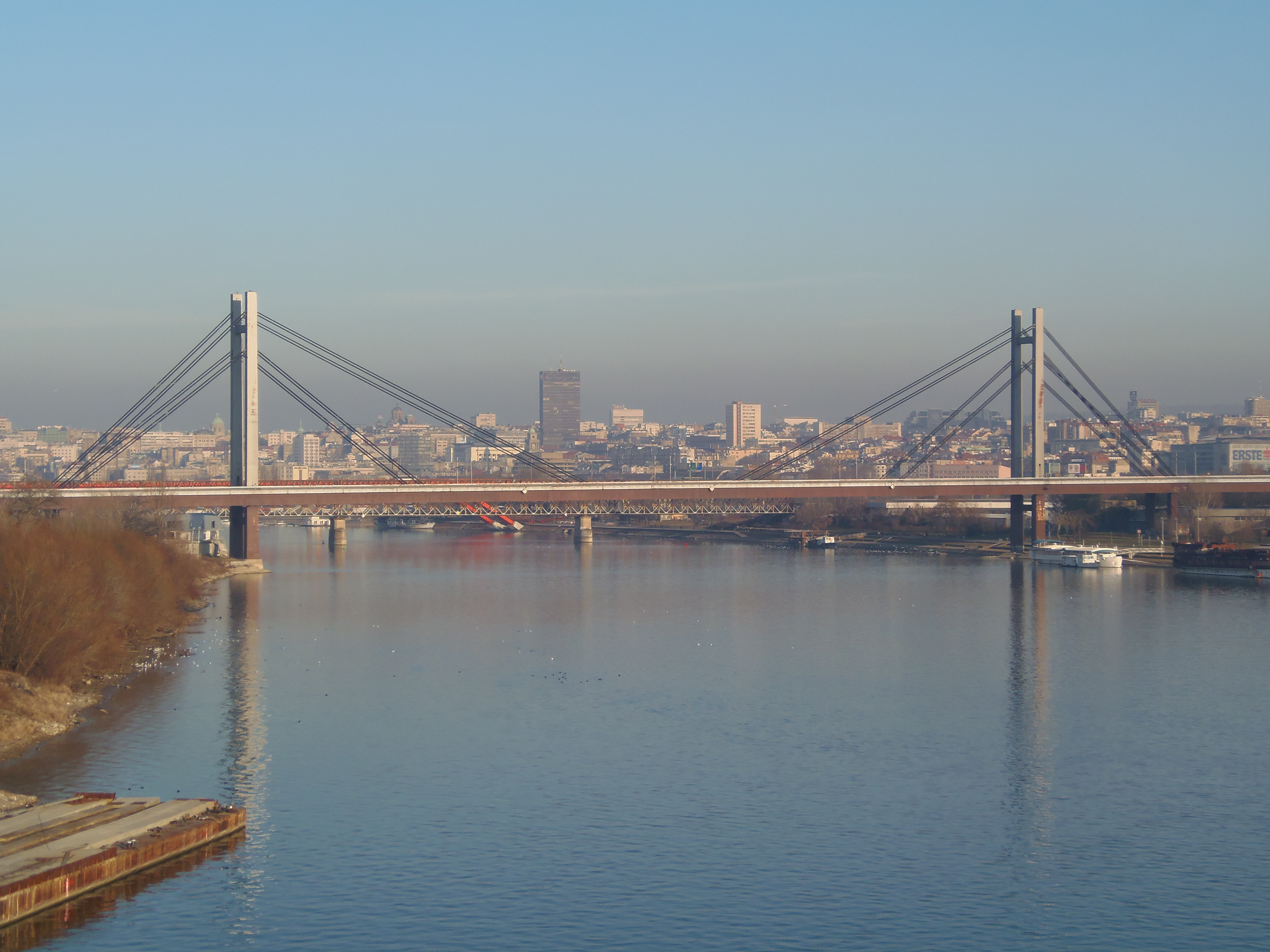
Новый железнодорожный мост (Белград) — первый вантовый железнодорожный мост в мире

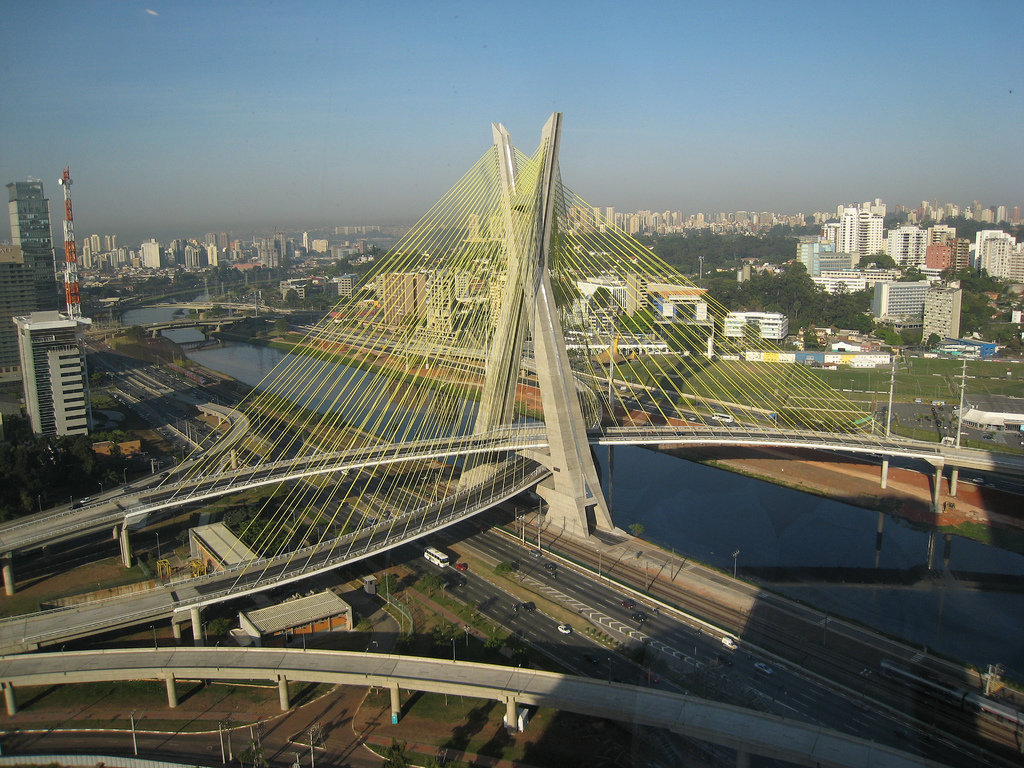
Мост Октавио Фриас де Оливейра (Сан-Паулу) — на одном пилоне подвешены два скрещивающихся мостовых пролёта

Ва́нтовый мост — тип висячего моста, состоящий из одного или более пилонов, соединённых с дорожным полотном посредством стальных тросов — вант. В отличие от висячих мостов, где дорожное полотно поддерживается вертикальными тросами, прикреплёнными к протянутым по всей длине моста основным несущим тросам, у вантовых мостов тросы (ванты) соединяются непосредственно с пилоном.
Большим преимуществом вантовых мостов перед висячими является меньшая подвижность дорожного полотна, что делает их пригодными для использования в качестве железнодорожных переправ. Первый железнодорожный вантовый мост был построен в 1979 году в Белграде (Новый железнодорожный мост).
Вантовые мосты в широких масштабах строятся с 1950-х годов. Первым современным вантовым мостом является мост Стромсунд в Швеции, открытый в 1956 году.
В СССР первый вантовый мост под автомобильное движение пролетом 80 м был построен в Грузинской ССР через реку Магану на Верхне-Сванетской дороге в 1932 году по проекту профессора Е. И. Крыльцова.
Первыми крупными вантовыми мостами, построенными в СССР, были мост через реку Нарын, Рыбальский мост через гавань Днепра в Киеве (1963 год), Московский мост через Днепр в Киеве (1976 год), вантовый мост в Риге (1981 год). В 1979 году было открыто движение по Октябрьскому мосту в Череповце через реку Шексну — первому вантовому мосту, построенному на территории России.
Русский мост через пролив Босфор Восточный при общей длине 1886 м имеет самый большой в мире пролёт (1104 м), поддерживаемый двумя пилонами.
Вантовый виадук Мийо (Франция) имеет самую большую в мире высоту пилонов — 343 м, при этом максимальная длина пролётных строений не превышает 342 м, а общая длина виадука максимальна для вантовых мостов и составляет 2460 м.